# Experimental rock
Experimental rock (cũng được gọi là avant-garde rock) là một thể loại âm nhạc thử nghiệm trong phạm vi những yếu tố căn bản của nhạc rock, và đẩy xa giới hạn khỏi những kỹ thuật và cấu trúc âm nhạc thông thường. Những nghệ sĩ experimental rock có thể tìm cách làm âm nhạc "khác biệt" bằng việc dùng các nhạc cụ thử nghiệm, time signature, lên dây nhạc cụ, hoàn âm và âm điệu, phong cách soạn nhạc, kiểu viết lời, cách hát, và hiệu ứng nhạc cụ khác thường. Experimental rock có thể đòi hỏi những kỹ thuật mở rộng, nhạc cụ được chỉnh sửa, kỹ thuật chơi nhạc trái quy ước, kỹ thuật giọng mở rộng; cũng như nhạc cụ, kiểu lên dây, rhythm từ những nguồn phi Tây phương.